# Templo jaina
Un templo jaina es el lugar de culto para los jainas (seguidores de la religión jaina). el término Derasar sirve para denominar los templos jainas en gran parte de la India, incluyendo el Rayastán. El término Basadi también se refiere a un santuario o templo jaina.
Esta palabra se emplea en el sur de la India y su uso el norte está atestiguado en nombres como Vimala Vasahi, templos del monte Abu. La palabra en sánscrito es vasati, que implica la existencia de una institución que incluya alojamiento para estudiosos en el conjunto del templo.

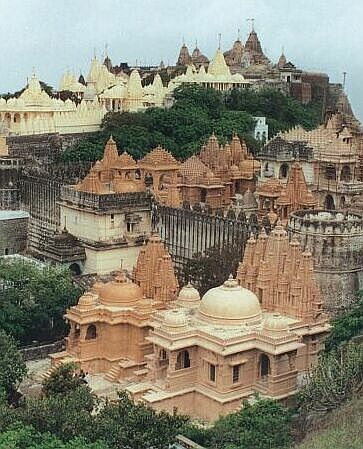
Templos jainas de Shatrun Yaia (en Palitana).

## Historia
Según las creencias del jainismo, la existencia de templos en los que rendía culto a imágenes de Tirthankara no tiene un origen sino que ha exitido siempre en Nandisvaradvipa, continente inaccesible a los humanos. En este continente se encontrarían 52 templos eternos donde los devas rinden culto. En lo que respecta a nuestro mundo, el origen mítico del templo estaría en un templo construido para venerar a Rishabha.
Templos jainas aparecen mencionados en el textos tempranos del cannon svetambara, no así en las narraciones de la vida de Mahavira. Las inscripciones permiten fijar que la construcción de templos comenzó entre los siglos III y II a. C. Anteriormente existieron devakulas o devakulikas, lugares donde se ubicaba la figura de alguien considerado digno de veneración arjat y que también existen dentro del budismo.
La aparición de los templo jainas que más han perdurado se remonta a los sigloII y I a. C. Dada la naturaleza del monacato jaina, que prescribe una vida mendicante y nómada, los primeros monasterios eran lugares destinados al descanso y retiro de los ascetas. El surgir de los templos suele relacionarse con la ciudad de Mathura.

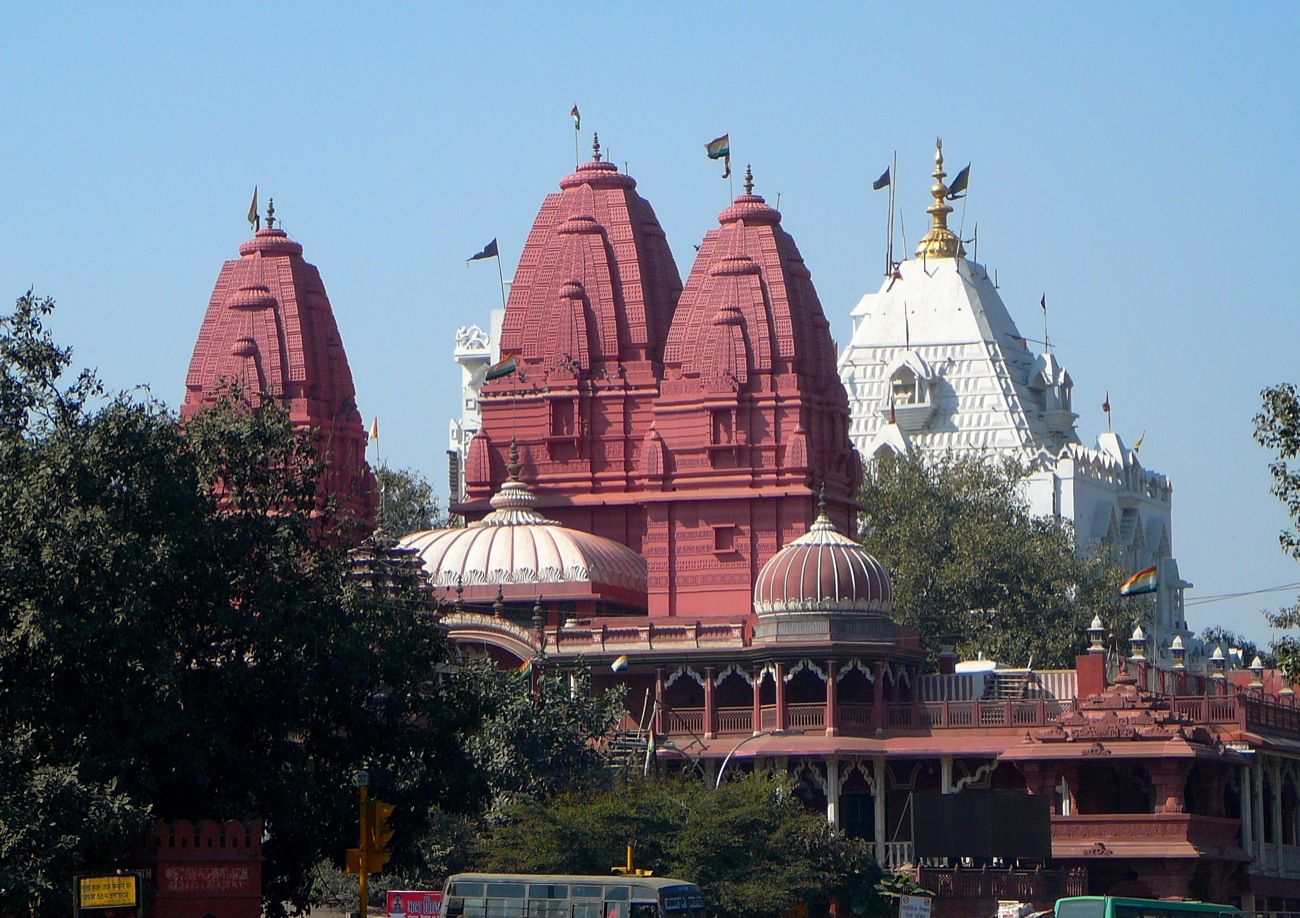
Templos digambar de Jain Lal Mandir, los más antiguos de Nueva Delhi.

Pese al reducido número de seguidores del jainismo existen, en proporción, numerosos templos dedicados a esta religión, es especial en la zona norte de la India. En gran medida esto se debe a que, siguiendo el principio de no violencia o ahimsa muchos jainas se dedicaron exitosamente al comercio y a otras actividades lucrativas para, posteriormente, donar parte de sus riquezas con el fin de construir templos o retiros para los ascetas.
Las comunidades jainistas fuera de la India también han construido templos en los lugares que se han asentado. El primer templo construido fuera del territorio indio se encuentra en Nairobi, Kenia y fue construido en 1926 por los comerciantes desplazados desde el siglo XIX.
También hay un templo moderno en la ciudad de Amberes (en Bélgica).

## Características
Los templos jainas no suelen perseguir la grandeza en sus construcciones como sí hacen otras religiones por cuanto no existe una divinidad central sino más bien una amalgama de entendidades y los propios jainas han carecido de un poder central. Pese a ello se pueden encontrar, creados principalmente por los digambaras del sur de la India, esculturas colosales de Gommata, a menudo situadas en la cima de las montañas. Sin embargo, en la zona norte de la India pueden encontrarse templos de la misma época que las esculturas colosales en los que la decoración exquisita del interior tiene la máxima importancia.

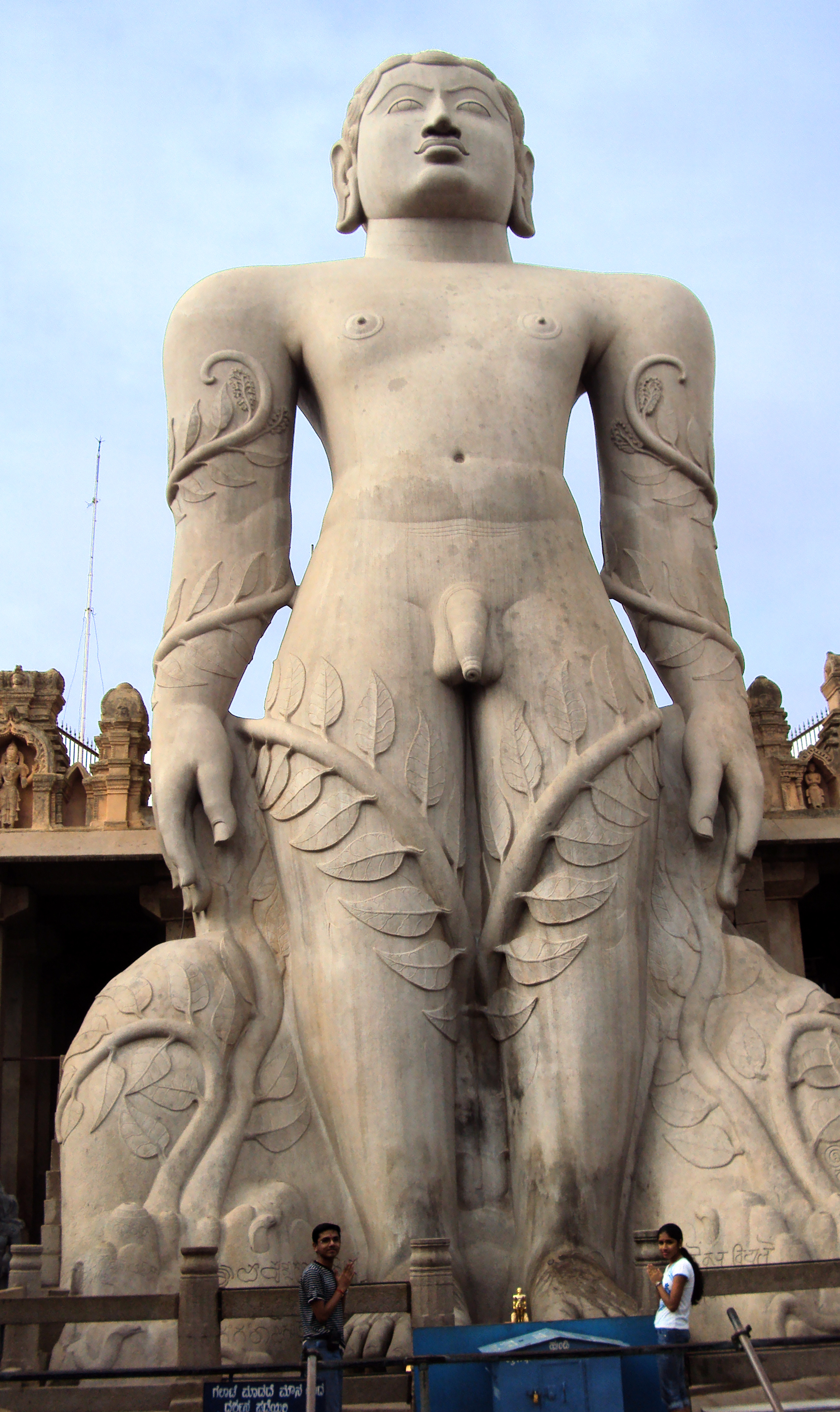
Estatua de Gomateshwara, datada entre el 978 y el 993.

La base de la iconografía jaina suele consistir en la figura de un sabio desnudo ya sea sentado con las piernas cruzadas o erguido. esta figura suele parecer rodeada de cuatro capas que hacen referencia a los conceptos básicos del jainismo alrededor de la idea principal. El hecho de que la figura aparezca desnuda se relaciona hoy específicamente con la secta digambara cuyo fieles practican el nudismo como muestra de desapego aunque en sus orígenes no era privativa de esta secta.
A partir de un momento histórico comienzan a proliferan los templos cuadrangulares con puertas en cada uno de los lados como el de Chaumukh o el de Ranakpur considerado como el más destacado de este tipo. Es en este punto, en torno al siglo XV cuando los templos jainas ampiezan a configurarse como complejos de edificios, casi como ciudades templos, en parte por la multiplicidad de familias que promovían la construcción de devakulikas (pequeños santuarios con imágenes) o mandapas.
Frecuentemente estos complejos de templos se ubicaban en las montañas como ocurre con el Monte Abu o Shatrunjaya, en parte para evitar los ataques musulmanes que en el S.XI habían acabado con buen número de los templos de gran tamaño y en parte por una inclinación al contacto con la naturaleza.

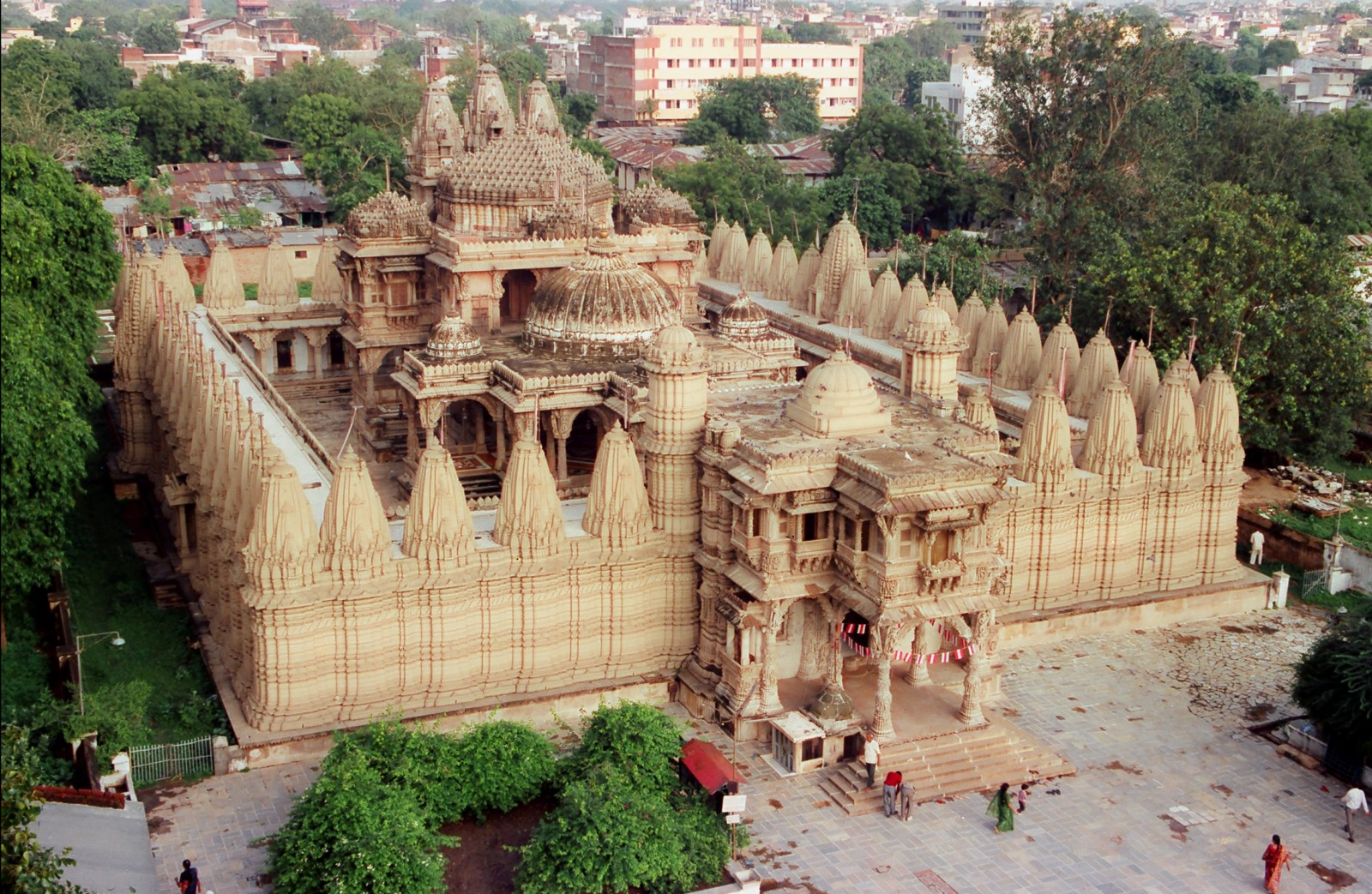
Templo de Hutheesinh. Pueden apreciarse las 52 devakulikas en torno a la zona principal.

### Mandapas y devakulas
En la configuarción de los templos jainas es frecuente que la estructura central esté rodeada por otras como son los mandapas y las devakulas. Los templos jainas, construidos a menudo con ayuda de familias laicas iban creciendo en función de los añadidos que se les realizaban. En muchos de ellos, como el Templo de Hutheesinh
, existe un santuario principal o Garbhagriha y, en torno a este, se fueron construyendo santuarios más pequeños que contienen figuras de Tirthankaras o de otras entidades venerables.

### Manastambha

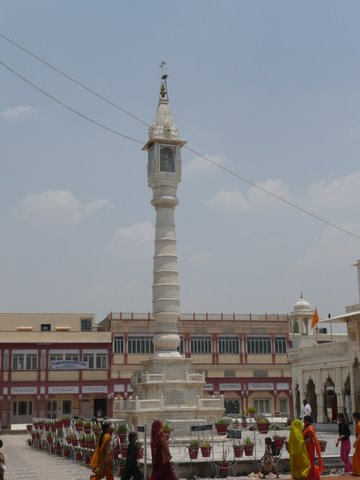
Manastambha del templo de Shri Mahavirji, en el estado de Rayastán (India).

Entre las construcciones que constituyen los templos jainas suelen encontrarse unas columnas de honor llamadas Mana-stambhas. Estas construcciones suelen encontrarse en el camino hacia los templos y estar ricamente talladas. En la parte superior de estas columnas aparecen referencias a los Tirthankara reunidos tras haber obtenido el Kevala Jnana, el estado de omnisciencia. La construcción de estas columnas data de la época del Imperio kushán, entre los I y III d. C. aunque existen ejemplos anteriores.

### Bibliotecas
Los jainas han valorado siempre la preservación de una tradición escrita de los textos sagrados frente a los hindúes, que mantuvieron una importante tradición oral.
Por ello, en los templos jainas era habitual que se construyeran bibliotecas como parte integra de los templos y que estas albergaran un buen número de manuscritos que contienen los textos sagrados. Muchas de estas bibliotecas están consideradas como las más antiguas de la India

### Bhonyra
En el jainismo una Bhonyra (en hindi: भोंयरा, en sánscrito: भूमिगृह) es una habitación o cámara subterránea que puede encontrase en algunos templos y que se usó en el pasado para salvaguardar las imágenes sagradas en momentos convulsos.
En la actualidad, estas estancias se han adaptado para convertirse en lugares de meditación para los monjes.
Varios templos en Bundelkhand tienen una de estas cámaras. En Sanganer (en el estado indio de Rayastán) se encontró una de estas cámaras que albergaba un buen número de representaciones jainas.
En 2001, se encontró un templo jaina completo enterrado en Umta (en el estado indio de Guyarat. Al parecer fue enterrado para protegerlo de la destrucción hace unos 800 años.

## Cuevas

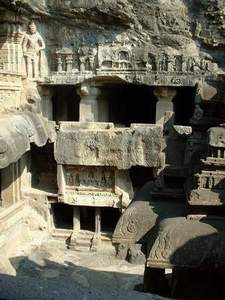
Cueva en Ellora.

Tienen especial importancia los templos o complejos que se encuentran excavados en la roca formando cuevas y uno de cuyos máximos exponentes lo constituyen las Cuevas de Ellora. se debe distinguir entre aquellas cuevas que constituyen propiamente un templo y aquellas que servían como residencia para los ascetas y que suelen encontrarse cercanas. La elección de las cuevas como lugar de culto y residencia parte de varios factores. Por un lado el ascetismo implicaba no residir en las ciudades sino apartado de ellas. Además, la construcción de cuevas resultaba relativamente sencilla.
Las primeras cuevas que funcionaron como templos pueden datarse en el siglo I a. C.